# Sierra de Agua, Nogales
Sierra de Agua är en ort i Mexiko.   Den ligger i kommunen Nogales och delstaten Veracruz, i den sydöstra delen av landet, 210 km öster om huvudstaden Mexico City. Sierra de Agua ligger 2 351 meter över havet och antalet invånare är 171.
Terrängen runt Sierra de Agua är kuperad åt nordväst, men åt sydost är den bergig. Runt Sierra de Agua är det tätbefolkat, med 411 invånare per kvadratkilometer. Närmaste större samhälle är Orizaba, 11,9 km öster om Sierra de Agua. I omgivningarna runt Sierra de Agua växer i huvudsak städsegrön lövskog.